# Klára Bánfalvi
Klára Fried-Bánfalvi (ur. 9 maja 1931 w Budapeszcvie, zm. 15 lipca 2009 w Wiedniu) – węgierska kajakarka żydowskiego pochodzenia.
Kajakarstwo zaczęła uprawiać w wieku 12 lat w klubie Elektromos MSE. Później reprezentowała Honvéd, Vörös Lobogó i Újpesti Dózsa. W latach 1947–1963 była członkinią węgierskiej kadry.
Brązowa medalistka olimpijska z Rzymu.
Zawody w 1960 były jej drugimi igrzyskami olimpijskimi, debiutowała w 1948 w Londynie i zajęła czwarte miejsce w jedynce. W 1960 brązowy medal zdobyła w kajakowej dwójce na dystansie 500 metrów, płynęła wspólnie z Vilmą Egresi. W tej konkurencji byłą złotą medalistką mistrzostw świata w 1954 (wraz z Hildą Pintér). Zdobyła dwa brązowe medale mistrzostw Europy w 1959 w jedynce na dystansie 500 metrów i w 1961 w czwórce na 500 metrów.
W 1968 roku przeprowadziła się do Austrii i wraz z mężem prowadziła restaurację w centrum Wiednia. Współpracowała też z radiem Wolna Europa. Zmarła 15 lipca 2009 w Wiedniu po długiej chorobie.